# Vlag van Congo-Kinshasa

Vlag van Congo-Kinshasa (ratio 3:4)

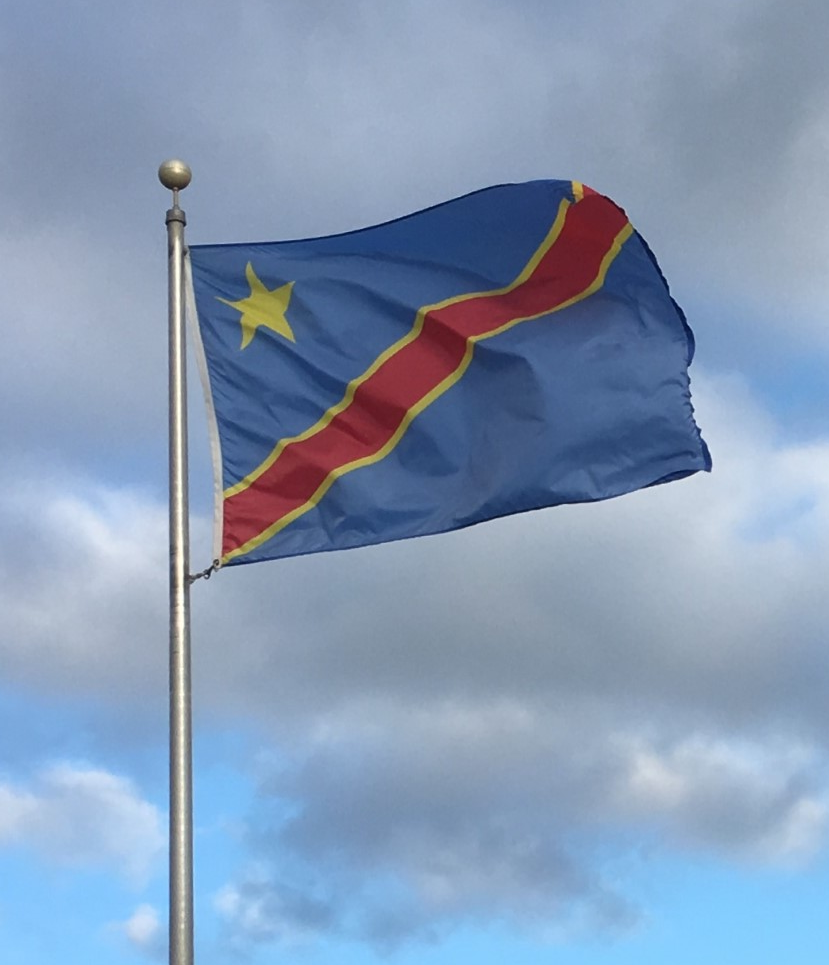
Wapperende vlag van Congo-Kinshasa

De huidige vlag van Congo-Kinshasa werd aangenomen op 18 februari 2006, dezelfde dag dat het huidige Congolese wapen in gebruik werd genomen. De vlag bestaat uit een lichtblauw veld met daarop in de linkerbovenhoek een gele ster. Van de hoek onderaan de hijszijde tot de rechterbovenhoek loopt een diagonale rode band met aan weerszijden een smallere gele band. De vlag is gebaseerd op de vlag die de Association Internationale Africaine gebruikte. Sinds de onafhankelijkheid van het land is achtereenvolgens een aantal verschillende ontwerpen als nationale vlag gebruikt (zie hieronder); de huidige vlag is bijna identiek aan de vlag zoals die tussen 1966 and 1971 in gebruik was.

## Geschiedenis
De huidige vlag is zoals reeds vermeld gebaseerd op de vlag die de Association Internationale Africaine gebruikte: een blauwe vlag met in het midden een vijfpuntige gouden ster. Deze vlag werd de vlag van Kongo-Vrijstaat (1877-1908), hoewel het enige tijd duurde voordat deze vlag algemeen internationaal erkend werd. Tussen 1908 en 1960 was ze de vlag van Belgisch-Congo.
Toen het land in 1960 onafhankelijk werd, bleef het basisontwerp in gebruik. Wel werden er aan de hijszijde zes sterren toegevoegd. Deze sterren stonden in 1960 voor de zes provincies van het land. Tussen 1963 en 2006 veranderde het land een aantal keer van nationale vlag, waarbij twee ontwerpen een terugkeer maakten; zie de afbeeldingen. Opmerkelijk is dat in 1997 de vlag van 1960 met de zes sterren weer als nationale vlag aangenomen werd, terwijl het land inmiddels ingedeeld was in tien provincies (wat er in 2015 vijfentwintig werden plus een autonome stad Kinshasa).

? Vlag van de Association Internationale Africaine, van Kongo-Vrijstaat (1877-1908) en Belgisch-Congo (1908-1960)
? Vlag van Congo-Leopoldstad (1960-1963)
? Vlag van Congo-Leopoldstad (1963-1966)
? Vlag van Congo-Kinshasa (1966-1971)
? Vlag van Zaïre (1971-1997)
? Vlag van Congo-Kinshasa (1997-2003)
? Vlag van Congo-Kinshasa (2003-2006)